# Chester Dewey
Chester Dewey, född den 25 oktober 1784 i Sheffield, Massachusetts, död den 5 december 1867 i New York, var en amerikansk präst och botaniker specialiserad på gräs, av vilka han upptäckte och beskrev flera nya arter.
Han examinerades som präst 1806, men slutade med predikandet som huvudsyssla redan efter några månader, även om han aldrig lämnade det helt. Dewey var professor i matematik och naturfilosofi vid Williams College mellan 1810 och 1827. Mellan 1850 och 1860 var han professor i kemi och naturfilosofi vid University of Rochester.
Auktorsnamnet Dewey kan användas för Chester Dewey i samband med ett vetenskapligt namn inom botaniken; se Wikipediaartiklar som länkar till auktorsnamnet.